# Henry Howard (artista)
Henry Howard (31 de enero de 1769 – 5 de octubre de 1847) fue un pintor británico del siglo XIX especializado en retratos y en historia.

## Biografía
Howard, hijo de un fabricante de carruajes de Wardour Street, nació en Londres. Luego de ser alumno de una escuela en Hounslow, comenzó a estudiar con el pintor Philip Reinagle en 1786. En 1788 comenzó a asistir a las Escuelas de la Royal Academy y obtuvo una medalla de plata en pintura histórica por su obra Caractacus Recognising the Dead Body of his Son.
En marzo de 1791, Howard viajó a Italia, Francia, y Suiza. En Roma, conoció y estudió escultura con John Flaxman y John Deare. En 1792 pintó Dream of Cain. En el extranjero, le pidió a la Royal Academy una beca luego de que su padre cayese en bancarrota. Dos años más tarde, regresó a Gran Bretaña luego de pasar por Viena y Dresde. Comenzó a instruir a la hija de Reinagle, Jane, como profesor de arte y contrajo matrimonio con ella en 1803; la pareja tuvo cuatro hijas y tres hijos, y desde 1806 vivieron en el número 50 de Newman Street, en Westminster, hasta su fallecimiento.
Durante la década de 1790 Howard pintó y dibujó una variedad de obras relacionadas con la literatura, retratos y pinturas de esculturas. En 1795 y 1796, le envió cinco de estas pinturas a la Royal Academy, incluyendo un boceto de El paraíso perdido de John Milton. Ilustró British Essayists, de Sharpe, y la edición de Du Roveray de la traducción de Homero realizada por Alexander Pope. También contribuyó con diseños para los trabajos de alfarería de Josiah Wedgwood. Entre 1799 y 1801, realizó una serie de dibujos de escultura. Una de las series fue publicada por la Society of Dilettanti y otra fue adquirida por el coleccionista Charles Townley, por el escultor John Flaxman, y por la Sociedad de Artistas.

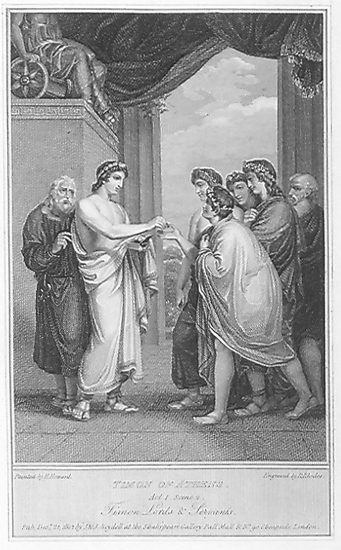
Timón de Atenas: Acto I, Escena 2: retrato de Rhodes obtenido de una pintura de Howard de 1802.

Howard fue elegido miembro asociado de la Royal Academy y realizó exposiciones allí hasta su muerte en 1847; fue ascendido a miembro completo en 1808. En 1811 pasó a ser secretario de la Academia y en 1833 asumió el cargo de profesor de pintura en las escuelas (sus clases fueron publicadas por su hijo en 1848). La principal obra de Howard de la época fue The Four Angels Loosed from the Great  River Euphrates. Pintó una serie de obras de Comus, de John Milton, y varias representando las obras de William Shakespeare. En 1809 exhibió Christ Blessing Young Children, la cual más tarde ocuparía el altar de St. Luke, en Berwick St Soho, Londres (demolida en 1936). Uno de los patrones más importantes de Howard fue Lord Egremont, un coleccionista.
Mientras que sus pinturas históricas tenían un estilo académico neoclásico como el de Flaxman, sus retratos continuaban más fielmente la tradición general de la pintura inglesa durante el siglo XIX. El Diccionario de las Biografías Nacionales original declaró que como artista, Howard nunca fue popular y "sus primeras obras fueron las mejores", y que mientras varios de sus retratos pueden apreciarse en la National Portrait Gallery de Londres, y en otros lugares, sus pinturas históricas son muy difíciles de encontrar.
Además de sus retratos y de sus pinturas históricos, Howard trabajó en varias obras decorativas. En 1805, un hombre apellidado Hibbert lo contrató para que pintase un friso de Cupido, junto con varios otros artistas. Pintó grandes transparencias, aparentemente para ser iluminadas por detrás, para el "Grand Revolving Temple of Concord" construido en Green Park para la visita de varios soberanos que celebrarían prematuramente la derrota de Napoleón Bonaparte.  Esto fue, según algunas fuentes, destruido por las "multitudes de espectadores de todas las clases". También trabajó en un sistema solar para el techo de la Stafford House en 1835, presentando luego una colección de arte abierta al público, además de muchos otros proyectos similares.
Howard falleció en Oxford el 5 de octubre de 1847 de "parálisis" y "declive general".